# Musikanmelderringen
Musikanmelderringen er foreningen af klassiske musikanmeldere i Danmark. Siden 1943 har Musikanmelderringen stort set hvert år uddelt Musikanmelderringens Kunstnerpriser til udøvere af klassisk musik. Kunstnerpriserne gives i henhold til foreningens vedtægter fortrinsvis til "yngre, udøvende musikere, dirigenter, sangere eller ensembler, som i særlig grad har gjort sig bemærket i dansk musikliv". I mange år var det tradition, at  prismodtageren kvitterede med en koncert i Tivoli. Da prisen gives af de danske klassiske musikanmeldere i samlet flok, regnes den for en af de vægtigste musikpriser herhjemme. Musikanmelderringen blev stiftet ved et møde i Odd-Fellow Palæet 27. januar 1924 med professor, dr.phil. Angul Hammerich som formand og Axel Kjerulf og Kai Flor som de to øvrige medlemmer af bestyrelsen. Formand for foreningen er i dag Politikens klassiske musikredaktør Thomas Michelsen.

## Modtagere af Musikanmelderringens Kunstnerpriser siden 2000
- 2000 Sangeren Helene Gjerris og Zapolski Kvartetten,
- 2001 Violinisten Christine Pryn og fløjtenisten Ulla Miilmann,
- 2002 Sangeren Pernille Bruun og klarinettisten Klaus Tönshoff,
- 2003 Klarinettisten Anna Klett og pianisten Marie Rørbech,
- 2004 Sangeren Hanne Fischer og saxofonisten Jeanette Balland,
- 2005 Pianisten Rikke Sandberg og Den Danske Strygekvartet,
- 2006 Pianisten Søren Rastogi og dirigenten Thomas Søndergård,
- 2007 Sangerne Ann Petersen og Mathias Hedegaard,
- 2008 Sangerne Andrea Pellegrini og David Danholt,
- 2009 Sangeren Aileen Itani og pianisten Marianna Shirinyan,
- 2010 Cellisten Toke Møldrup og trompetisten Michael Frank Møller,
- 2011 Oboisten Andreas Fosdal og klarinettisten Olli Leppäniemi,
- 2012 Sangeren Audun Iversen og pianisten Kristoffer Hyldig,
- 2013 Sangeren Jakob Bloch Jespersen og Nightinggale String Quartet,
- 2014 Blokfløjtenisten Bolette Roed og sangeren Simon Duus,
- 2015 Violinisten Niklas Walentin og slagtøjsspilleren Mathias Reumert,
- 2016 Oboisten Eva Steinaa og akkordeonspilleren Bjarke Mogensen,
- 2017 Sangerne Morten Grove Frandsen og Sofie Elkjær Jensen,
- 2018 Sangeren Adam Frandsen og klarinettisten Mathias Kjøller,
- 2019 Sangeren Clara Cecilie Thomsen og pianisten Gustav Piekut,
- 2020 Sangeren Johanne Højlund og cellisten Jonathan Swensen,
- 2021 Violinisten Anna Agafia Egholm og klarinettisten Jonas Lyskjær Frølund,
- 2022 Sangeren Frederikke Kampmann og ensemblet NEKO3,
- 2023 Sangeren Sophie Haagen og slagtøjsspilleren, performeren m.m. Ying-Hsueh Chen
- 2024 Hornisten Emilie Ravn Jensen og violinisten Michael Germer